# بنجامین ویترو
بنجامین ویترو (انگلیسی: Benjamin Whitrow؛ ۱۷ فوریه ۱۹۳۷ – ۲۸ سپتامبر ۲۰۱۷) یک هنرپیشه اهل بریتانیا بود. وی بین سال‌های ۱۹۶۴ تا ۲۰۱۶ میلادی فعالیت می‌کرد.
از فیلم‌ها یا برنامه‌های تلویزیونی که وی در آن نقش داشته‌است می‌توان به بازسازی، صحنه‌های یک ماهیت جنسی و بمب‌افکن اشاره کرد.